# Lixophaga dyscerae
Lixophaga dyscerae är en tvåvingeart som beskrevs av Shi, Y 1991. Lixophaga dyscerae ingår i släktet Lixophaga och familjen parasitflugor. Inga underarter finns listade i Catalogue of Life.